# Arthur Johnson (futbolista)
Arthur Johnson (Dublín, Irlanda, 12 de abril de 1879 - Wallasey, Inglaterra, 23 de marzo de 1929) fue un jugador irlandés conocido por su etapa en el Madrid Foot-Ball Club.
Fue además la primera figura de este deporte en España que estableció unas primeras normas o tácticas para su desarrollo, y la segunda tras el suizo Paul Heubi en instruir sus particularidades en el fútbol madrileño.

## Trayectoria
Proveniente de Inglaterra, el jugador fue parte de la primera plantilla de jugadores y fundadores del Real Madrid Club de Fútbol, entonces denominado como Madrid Foot-ball Club, y su primer capitán tras la legalización del club. Desempeñado sobre todo en las funciones de mediocentro, jugó también de portero y delantero debido a su gran conocimiento del foot-ball.
Apenas un mes después de establecerse legalmente el club en 1902, el club disputó sus primeros partidos frente a otras sociedades. En el segundo de ellos, disputado el 13 de mayo frente al Football Club Barcelona fue el autor del único tanto de los madrileños, además de ser el primer gol de los madrileños en una competencia, de carácter amistoso. El partido correspondió al Concurso Madrid de Foot-ball Association en el que el club obtuvo el primer trofeo para sus vitrinas, la Copa de la Gran Peña tras vencer en el partido por el subcampeonato del torneo al Club Español de Foot-ball.
Sus conocimientos traídos de un foot-ball más aventajado ayudaron a que el club tuviese un rápido crecimiento deportivo en sus primeros años convirtiéndose ya entonces en uno de los mejores equipos del país. El jugador fue artífice de las bases que trajeron tras su retirada los primeros títulos del club cuando conquistase cuatro Campeonatos de España de Copa de manera consecutiva, además de numerosos campeonatos regionales.

## Asistente
Tras tres temporadas en el club, colgó las botas, ya que regresó a Inglaterra por motivos laborales; y si bien se relata que años después cambió el césped por los banquillos convirtiéndose en el primer técnico del club madrileño, investigaciones del año 2012 y ahondadas en 2019 las señalan como erróneas. La primera vez que en España se veía esta figura corresponde a 1925, de manera oficial y oficiosa desde 1922, a Juan de Cárcer.Bien es cierto sin embargo que durante su etapa como jugador organizaba y daba consignas al equipo desde el terreno de juego. Fue en 1902 cuando mostró por primera vez sus conocimientos al manifestar por primera vez en España unas "consignas para el buen desarrollo del fútbol" y que favoreció a su desarrollo en el territorio español, y en especial del club, quien las adoptó como sus primeras normas tácticas y que fueron publicadas en el diario Heraldo del Sport de la época.

### Consignas para el buen desarrollo del fútbol
El futbolista, criado en Inglaterra, cuna del fútbol y en donde estaba mucho más evolucionado que en España, fue el que trajo un poco de orden en el anárquico mundo del fútbol en la península mientras formaba parte de la plantilla del club madrileño. Sus conocimientos favorecieron al crecimiento técnico del club y le valieron para conquistar ya tras su retirada y de manera consecutiva cuatro Campeonatos de España de Copa —entonces la única y más prestigiosa competición de fútbol en el país—.
El británico consideraba, no sin razón como se demostró años después con las primeras bases internacionales del fútbol, que era un deporte necesario de posiciones fijas para cada integrante del equipo dentro del terreno de juego. Todos estos conocimientos hicieron que con el paso del tiempo se le mencione regularmente como el primer entrenador del Madrid Foot-Ball Club durante el período de 1910-20. Pese a ello, nunca lo fue de manera oficial hasta que sí se reconociera a Juanito Cárcer como primer entrenador oficial del club en 1920, y primero reconocido en España.

## Palmarés
- 1 Copa de la Gran Peña (amistoso)
- 1 Copa del Rey 1917